# WTA Finals 2022
El WTA Finals 2022, també anomenada Copa Masters femenina 2022, és l'esdeveniment que va reunir les vuit millors tennistes individuals i les vuit millors parelles femenines de la temporada 2022. Fou la 51a edició en individual i la 46a en dobles del torneig i es va disputar en el Dickies Arena de Fort Worth, Texas, Estats Units.
La tennista francesa Caroline Garcia va guanyar el quart títol individual de la temporada i el més important del seu palmarès individualment. La parella formada per la russa Veronika Kudermétova i la belga Elise Mertens va guanyar el tercer títol i el més important juntes, de fet, Kudermétova debutava en aquest torneig. En la final van derrotar la millor parella de la temporada, formada per Barbora Krejčíková i Kateřina Siniaková, que havien guanyat tres títols de Grand Slam.

## Individual

### Classificació
| Rq | Tennista                      | Grand Slam | Grand Slam | Grand Slam | Grand Slam | WTA 1000 Mandatory | WTA 1000 Mandatory | WTA 1000 Mandatory | WTA 1000 Mandatory | WTA 1000 | WTA 1000 | Altres millors resultats | Altres millors resultats | Altres millors resultats | Altres millors resultats | Altres millors resultats | Altres millors resultats | Altres millors resultats | Altres millors resultats | Punts  | T  |
| -- | ----------------------------- | ---------- | ---------- | ---------- | ---------- | ------------------ | ------------------ | ------------------ | ------------------ | -------- | -------- | ------------------------ | ------------------------ | ------------------------ | ------------------------ | ------------------------ | ------------------------ | ------------------------ | ------------------------ | ------ | -- |
| Rq | Tennista                      | AUS        | RG         | WIM        | USO        | INW                | MIA                | MAD                | PEQ                | 1        | 2        | 1                        | 2                        | 3                        | 4                        | 5                        | 6                        | 7                        | 8                        | Punts  | T  |
| 1  | Iga Świątek 12/09/2022        | SF 780     | G 2000     | R128 0     | G 2000     | G 1000             | G 1000             | A 0                | −                  | G 900    | G 900    | G 470                    | G 470                    | F 305                    | SF 185                   | R16 105                  | R16 105                  |                          |                          | 10.335 | 16 |
| 2  | Ons Jabeur 12/09/2022         | A 0        | R128 10    | F 0        | F 1300     | R64 10             | R16 120            | G 1000             | −                  | F 585    | QF 190   | G 470                    | F 305                    | R16 105                  | QF 100                   | QF 100                   | QF 100                   | QF 100                   |                          | 4.555  | 17 |
| 3  | Jessica Pegula 13/10/2022     | QF 430     | QF 430     | R32 0      | QF 430     | R16 10             | SF 390             | F 650              | −                  | G 900    | SF 350   | QF 190                   | SF 185                   | R16 105                  | R16 105                  |                          |                          |                          |                          | 4.316  | 18 |
| 4  | Coco Gauff 19/10/2022         | R128 10    | F 1300     | R32 0      | QF 430     | R32 65             | R16 120            | R16 120            | −                  | QF 190   | QF 190   | QF 190                   | SF 185                   | SF 110                   | R16 105                  | QF 100                   | QF 100                   |                          |                          | 3.271  | 19 |
| 5  | Maria Sakkari 22/10/2022      | R16 240    | R64 70     | R32 0      | R64 70     | F 650              | R64 10             | R32 65             | −                  | F 585    | SF 350   | F 305                    | QF 190                   | SF 185                   | F 180                    | R16 105                  |                          |                          |                          | 3.121  | 22 |
| 6  | Caroline Garcia 19/10/2022    | R128 10    | R64 70     | R16 0      | SF 780     | R64 35             | R128 10            | A 0                | −                  | G 930    | R16 105  | G 280                    | G 280                    | SF 110                   | SF 110                   | QF 100                   |                          |                          |                          | 3.000  | 21 |
| 7  | Arina Sabalenka · 21/10/2022  | R16 240    | R32 130    | R16 0      | SF 780     | R64 10             | R64 10             | R64 10             | −                  | SF 350   | SF 350   | G 305                    | QF 190                   | F 180                    | R16 105                  | QF 100                   | QF 100                   |                          |                          | 2.970  | 20 |
| 8  | Dària Kassàtkina · 21/10/2022 | R32 130    | SF 780     | A 0        | R128 10    | R32 65             | R64 10             | R16 120            | −                  | SF 350   | R16 105  | G 470                    | G 280                    | SF 185                   | SF 110                   | R16 105                  | QF 100                   |                          |                          | 2.935  | 22 |
| S1 | Veronika Kudermétova          | R32 130    | QF 430     | A 0        | R16 240    | QF 215             | R16 120            | R64 10             | −                  | QF 190   | R16 105  | F 305                    | SF 185                   | SF 185                   | F 180                    | F 180                    | SF 110                   | SF 110                   | QF 100                   | 2.795  | 20 |
| −  | Simona Halep                  | R16 240    | R64 70     | SF 0       | R128 10    | SF 390             | A 0                | QF 215             | −                  | G 470    |          | G 280                    | SF 185                   | SF 110                   | SF 110                   |                          |                          |                          |                          | 2.661  | 15 |
| S2 | Madison Keys                  | SF 780     | R16 240    | A 0        | R32 130    | QF 215             | R64 10             | R64 10             | −                  | SF 350   | R16 105  | G 280                    | QF 100                   |                          |                          |                          |                          |                          |                          | 2.417  | 20 |

### Fase grups

#### GrupTracy Austin
| CS | Tennista         | I. Świątek | C. Gauff    | C. Garcia        | D. Kassàtkina    | V − D | Sets | Jocs  | Pos. |
| 1  | Iga Świątek      |            | 6−3, 6−0    | 6−3, 6−2         | 6−2, 6−3         | 3−0   | 6−0  | 36−13 | 1    |
| 4  | Coco Gauff       | 3−6, 0−6   |             | 4−6, 3−6         | 6−7(6), 3−6      | 0−3   | 0−6  | 19−37 | 4    |
| 6  | Caroline Garcia  | 3−6, 2−6   | 6−4, 6−3    |                  | 4−6, 6−1, 7−6(5) | 2−1   | 4−3  | 34−32 | 2    |
| 8  | Dària Kassàtkina | 2−6, 3−6   | 7−6(6), 6−3 | 6−4, 1−6, 6−7(5) |                  | 1−2   | 3−4  | 31−38 | 3    |

#### GrupNancy Richey
| CS | Tennista        | O. Jabeur        | J. Pegula      | M. Sakkari     | A. Sabalenka     | V − D | Sets | Jocs  | Pos. |
| 2  | Ons Jabeur      |                  | 1−6, 6−3, 6−3  | 2−6, 3−6       | 6−3, 6−7(5), 5−7 | 1−2   | 3−5  | 35−41 | 3    |
| 3  | Jessica Pegula  | 6−1, 3−6, 3−6    |                | 6−7(6), 6−7(4) | 3−6, 5−7         | 0−3   | 1−6  | 32−40 | 4    |
| 5  | Maria Sakkari   | 6−2, 6−3         | 7−6(6), 7−6(4) |                | 6−2, 6−4         | 3−0   | 6−0  | 38−23 | 1    |
| 7  | Arina Sabalenka | 3−6, 7−6(5), 7−5 | 6−3, 7−5       | 2−6, 4−6       |                  | 2−1   | 4−3  | 36−37 | 2    |

### Fase final
|  | Semifinals | Semifinals      | Semifinals      | Semifinals | Semifinals |                 |   | Final           | Final | Final | Final | Final |
|  |            |                 |                 |            |            |                 |   |                 |       |       |       |       |
|  | 1          | Iga Świątek     | 2               | 6          | 1          |                 |   |                 |       |       |       |       |
|  | 7          | Arina Sabalenka | 6               | 2          | 6          |                 |   |                 |       |       |       |       |
|  | 7          | Arina Sabalenka | 6               | 2          | 6          |                 | 7 | Arina Sabalenka | 64    | 4     |       |       |
|  |            |                 |                 |            |            |                 | 7 | Arina Sabalenka | 64    | 4     |       |       |
|  |            | 6               | Caroline Garcia | 7          | 6          |                 |   |                 |       |       |       |       |
|  | 6          | 6               | Caroline Garcia | 7          | 6          | Caroline Garcia | 6 | 6               |       |       |       |       |
|  | 6          |                 |                 |            |            | Caroline Garcia | 6 | 6               |       |       |       |       |
|  | 5          | Maria Sakkari   | 3               | 2          |            |                 |   |                 |       |       |       |       |

## Dobles

### Classificació
| Rq | Tennistes                                         | Millors resultats | Millors resultats | Millors resultats | Millors resultats | Millors resultats | Millors resultats | Millors resultats | Millors resultats | Millors resultats | Millors resultats | Millors resultats | Punts | Torn. |
| Rq | Tennistes                                         | 1                 | 2                 | 3                 | 4                 | 5                 | 6                 | 7                 | 8                 | 9                 | 10                | 11                | Punts | Torn. |
| -- | ------------------------------------------------- | ----------------- | ----------------- | ----------------- | ----------------- | ----------------- | ----------------- | ----------------- | ----------------- | ----------------- | ----------------- | ----------------- | ----- | ----- |
| 1  | Barbora Krejčíková Kateřina Siniaková 12/09/2022  | G 2000            | G 2000            | SF 350            | QF 190            | SF 110            |                   |                   |                   |                   |                   |                   | 4.651 | 7     |
| 2  | Gabriela Dabrowski Giuliana Olmos 10/10/2022      | G 1000            | F 585             | G 470             | QF 430            | SF 390            | SF 350            | F 305             | R16 240           | QF 190            | QF 190            | SF 185            | 4.335 | 20    |
| 3  | Coco Gauff Jessica Pegula 14/10/2022              | F 1300            | G 900             | G 900             | G 470             | QF 215            | QF 190            | QF 100            |                   |                   |                   |                   | 4.086 | 9     |
| 4  | Veronika Kudermétova · Elise Mertens · 13/10/2022 | SF 780            | F 650             | F 585             | G 470             | SF 350            | R16 240           | QF 190            | SF 185            | F 180             | R32 130           |                   | 3.770 | 12    |
| 5  | Liudmila Kitxenok Jeļena Ostapenko 13/10/2022     | G 900             | SF 780            | SF 390            | F 305             | F 305             | G 280             | R16 240           | QF 190            | R32 130           | R16 120           | R16 105           | 3.745 | 10    |
| 6  | Xu Yifan Yang Zhaoxuan 19/10/2022                 | G 1000            | G 470             | QF 430            | SF 350            | R16 240           | R16 240           | QF 190            | SF 185            | SF 185            | SF 185            | R16 105           | 3.580 | 19    |
| 7  | Anna Danilina Beatriz Haddad Maia 24/10/2022      | F 1300            | F 585             | G 470             | R16 240           | QF 190            | SF 185            | R32 130           | R16 105           |                   |                   |                   | 3.235 | 12    |
| 8  | Desirae Krawczyk Demi Schuurs 20/10/2022          | F 650             | G 470             | QF 430            | SF 350            | SF 350            | QF 190            | SF 185            | SF 185            | R32 130           | R16 120           | R16 120           | 3.180 | 15    |
| S1 | Nicole Melichar-Martinez Ellen Perez              | SF 780            | F 585             | F 585             | F 305             | G 280             | SF 185            | R16 120           | R16 105           | R16 105           | QF 100            |                   | 3.160 | 13    |
| S2 | Caroline Garcia Kristina Mladenovic               | G 2000            | QF 430            | R32 130           |                   |                   |                   |                   |                   |                   |                   |                   | 2.560 | 3     |

### Fase grups

#### GrupRosie Casals
| CS | Tennista                              | B. Krejčíková K. Siniaková | C. Gauff J. Pegula | Xu Yifan Yang Zhaoxuan | D. Krawczyk D. Schuurs | V − D | Sets | Jocs  | Pos. |
| 1  | Barbora Krejčíková Kateřina Siniaková |                            | 6−2, 6−1           | 6−3, 6−3               | 6−4, 6−3               | 3−0   | 6−0  | 36−16 | 1    |
| 3  | Coco Gauff Jessica Pegula             | 2−6, 1−6                   |                    | 4−6, 6−4, [7−10]       | 6−3, 0−6, [5−10]       | 0−3   | 2−6  | 19−33 | 4    |
| 6  | Xu Yifan Yang Zhaoxuan                | 3−6, 3−6                   | 6−4, 4−6, [10−7]   |                        | 6−7(2), 3−6            | 1−2   | 2−5  | 26−35 | 3    |
| 8  | Desirae Krawczyk Demi Schuurs         | 4−6, 3−6                   | 3−6, 6−0, [10−5]   | 7−6(2), 6−3            |                        | 2−1   | 4−3  | 30−27 | 2    |

#### GrupPam Shriver
| CS | Tennista                             | G. Dabrowski G. Olmos | V. Kudermétova · E. Mertens | L. Kitxenok J. Ostapenko | A. Danilina B. Haddad Maia | V − D | Sets | Jocs  | Pos. |
| 2  | Gabriela Dabrowski Giuliana Olmos    |                       | 6−7(5), 2−6                 | 7−6(5), 2−6, [12−10]     | 5−7, 0−6                   | 1−2   | 2−5  | 23−38 | 4    |
| 4  | Veronika Kudermétova · Elise Mertens | 7−6(5), 6−2           |                             | 3−6, 6−1, [10−6]         | 6−4, 6−3                   | 3−0   | 6−1  | 35−22 | 1    |
| 5  | Liudmila Kitxenok Jeļena Ostapenko   | 6−7(5), 6−2, [10−12]  | 6−3, 1−6, [6−10]            |                          | 6−7(7), 6−4, [10−8]        | 1−2   | 4−5  | 32−31 | 2    |
| 7  | Anna Danilina Beatriz Haddad Maia    | 7−5, 6−0              | 4−6, 3−6                    | 7−6(7), 4−6, [8−10]      |                            | 1−2   | 3−4  | 31−30 | 3    |

### Fase final
|  | Semifinals | Semifinals                            | Semifinals                           | Semifinals | Semifinals |      |                                       | Final | Final | Final | Final | Final |
|  |            |                                       |                                      |            |            |      |                                       |       |       |       |       |       |
|  | 1          | Barbora Krejčíková Kateřina Siniaková | 7                                    | 6          |            |      |                                       |       |       |       |       |       |
|  | 5          | Liudmila Kitxenok Jeļena Ostapenko    | 65                                   | 2          |            |      |                                       |       |       |       |       |       |
|  | 5          | Liudmila Kitxenok Jeļena Ostapenko    | 65                                   | 2          |            | 1    | Barbora Krejčíková Kateřina Siniaková | 2     | 6     | [9]   |       |       |
|  |            |                                       |                                      |            |            | 1    | Barbora Krejčíková Kateřina Siniaková | 2     | 6     | [9]   |       |       |
|  |            | 4                                     | Veronika Kudermétova · Elise Mertens | 6          | 4          | [11] |                                       |       |       |       |       |       |
|  | 8          | 4                                     | Veronika Kudermétova · Elise Mertens | 6          | 4          | [11] | Desirae Krawczyk Demi Schuurs         | 1     | 1     |       |       |       |
|  | 8          |                                       |                                      |            |            |      | Desirae Krawczyk Demi Schuurs         | 1     | 1     |       |       |       |
|  | 4          | Veronika Kudermétova · Elise Mertens  | 6                                    | 6          |            |      |                                       |       |       |       |       |       |